# Фолс Сити (Небраска)
Фолс Сити (енгл. Falls City) град је у америчкој савезној држави Небраска.

## Демографија
По попису из 2010. године број становника је 4.325, што је 346 (-7,4%) становника мање него 2000. године.
| Група             | 2000.         | 2010.         |
| Белци             | 4.427 (94,8%) | 3.997 (92,4%) |
| Афроамериканци    | 6 (0,1%)      | 11 (0,3%)     |
| Азијати           | 10 (0,2%)     | 21 (0,5%)     |
| Хиспаноамериканци | 41 (0,9%)     | 64 (1,5%)     |
| Укупно            | 4.671         | 4.325         |